# View from a Backstage Pass
View from a Backstage Pass é um álbum ao vivo da banda de rock britânica The Who. Lançado em 5 de novembro de 2007, foi distribuído exclusivamente para os assinantes do site TheWho.com. O disco duplo apresenta uma seleção de faixas gravadas durante apresentações ao vivo realizadas entre 1969 e 1976.

## Faixas
Todas as canções compostas por Pete Townshend, exceto onde especificado em contrário.
Disco um
1. "Fortune Teller" (Allen Toussaint) – Gravada no The Grande Ballroom, Dearborn, Michigan, em 12 de outubro de 1969
2. "Happy Jack" – Gravada no City Hall, Hull, em 15 de fevereiro de 1970
3. "I'm a Boy" – Gravada no City Hall, Hull, em 15 de fevereiro de 1970
4. "A Quick One, While He's Away" – Gravada no City Hall, Hull, em 15 de fevereiro de 1970
5. "Magic Bus" - Gravada no Mammoth Gardens, Denver, Colorado, em 9 de junho de 1970
6. "I Can't Explain" – Gravada no Civic Auditorium, São Francisco, Califórnia, em 13 de dezembro de 1971
7. "Substitute" – Gravada no Civic Auditorium, São Francisco, Califórnia, em 13 de dezembro de 1971
8. "My Wife" (John Entwistle) – Gravada no Civic Auditorium, São Francisco, Califórnia, em 13 de dezembro de 1971
9. "Behind Blue Eyes" – Gravada no Civic Auditorium, São Francisco, Califórnia, em 13 de dezembro de 1971
10. "Bargain" – Gravada no Civic Auditorium, São Francisco, Califórnia, em 13 de dezembro de 1971
11. "Baby Don't You Do It" (Holland-Dozier-Holland) – Gravada no Civic Auditorium, São Francisco, Califórnia, em 13 de dezembro de 1971

Disco dois
1. "The Punk and the Godfather" – Gravada no Civic Center, Filadélfia, Pensilvânia, em 4 de dezembro de 1973
2. "5:15" – Gravada no Civic Center, Filadélfia, Pensilvânia, em 4 de dezembro de 19731973
3. "Won't Get Fooled Again" – Gravada no Civic Center, Filadélfia, Pensilvânia, em 4 de dezembro de 1973
4. "Young Man Blues" (Mose Allison) – Gravada no Charlton Athletic Football Club, Londres, em 18 de maio de 1974
5. "Tattoo" – Gravada no Charlton Athletic Football Club, Londres, em 18 de maio de 1974
6. "Boris The Spider" (John Entwistle) – Gravada no Charlton Athletic Football Club, Londres, em 18 de maio de 1974
7. "Naked Eye/"Let's See Action"/"My Generation Blues" – Gravada no Charlton Athletic Football Club, Londres, em 18 de maio de 1974
8. "Squeeze Box" – Gravada no Vetch Field, Swansea, Wales, em 12 de junho de 1976
9. "Dreaming from the Waist" – Gravada no Vetch Field, Swansea, Wales, em 12 de junho de 1976
10. "Fiddle About" (John Entwistle) – Gravada no Vetch Field, Swansea, Wales, em 12 de junho de 1976
11. "Pinball Wizard" – Gravada no Vetch Field, Swansea, Wales, em 12 de junho de 1976
12. "I'm Free" – Gravada no Vetch Field, Swansea, Wales, em 12 de junho de 1976
13. "Tommy's Holiday Camp" (Keith Moon) – Gravada no Vetch Field, Swansea, Wales, em 12 de junho de 1976
14. "We're Not Gonna Take It" – Gravada no Vetch Field, Swansea, Wales, em 12 de junho de 1976
15. "See Me, Feel Me/Listening To You" – Gravada no Vetch Field, Swansea, Wales, em 12 de junho de 1976